# Tatort: Dunkelfeld
Dunkelfeld ist ein Fernsehfilm aus der Krimireihe Tatort, der erstmals am 11. Dezember 2016 ausgestrahlt wurde. Es ist die 1003. Folge der Reihe und der vierte Fall des Berliner Ermittlerteams Rubin und Karow.
Hauptkommissar Robert Karow versucht in einem lebensgefährlichen Alleingang an „Hakari“ heranzukommen, der als Hintermann für den Tod seines Partners Gregor Maihack verantwortlich sein soll.

## Handlung
Hauptkommissar Robert Karow begleitet den Kronzeugen Andi Berger zu einer Anhörung, bei der dieser aussagen will, wo das Handyvideo versteckt ist, das den Tod von Karows ehemaligem Partner Gregor Maihack zeigt. Karow hofft dadurch endlich entlastet zu werden, weil man ihm immer noch diesen Mord unterstellt. Doch auf dem Weg zum Staatsanwalt wird Berger im Auto vom Beifahrer eines Motorrads erschossen. Karow versucht krampfhaft dem Sterbenden die Information zu entlocken, aber außer einem: „... du hast es immer gesehen...“ kann er nichts mehr von ihm erfahren. Rubin, die sich eigentlich einen Tag frei genommen hatte, weil sie die Bar Mitzwa ihres Sohnes feierlich begehen wollte, verlässt die Familienfeier, um ihrem Kollegen zu helfen. Bevor Rubin jedoch am Tatort eintrifft, begibt sich Karow im Alleingang auf die Suche nach dem Video und erhält den Hinweis, dass es sich in einem Amulett befindet, welches Maihacks Witwe tragen würde. Er gibt diese Information telefonisch an Rubin, die daraufhin Christine Maihack aufsuchen will. Kaum angekommen wird sie Zeugin, wie Christine Maihack gerade entführt wird. Eine Verfolgung ihrerseits scheitert daran, dass sie mit einem Taser außer Gefecht gesetzt wird. Die Entführer melden sich per Handy bei Karow und fordern von ihm das Video im Austausch gegen Christine Maihack. Sie wissen, dass er vor Jahren ein Verhältnis mit ihr hatte und dass sie ihm daher wichtig sein wird. Karow geht zum Schein auf den Deal ein, verweigert ihnen jedoch am Ende die Information über das Versteck des Videos. Kurzerhand nehmen sie auch ihn in ihre Gewalt und foltern ihn.
Rubin findet schnell heraus, dass auch Karow entführt wurde. Sie zögert jedoch, den Staatsanwalt darüber zu informieren, weil sie mittlerweile vermutet, dass er ein Verräter ist. Die Tatsache, dass der Kronzeuge in einer einfachen Limousine abgeholt wurde, dass kaum jemand die Fahrtroute kannte und dass Staatsanwalt Hemrich noch vor dem Einsatzteam am Tatort war, geben ihr zu denken. Zudem vermutet sie, dass er bereits in der Vergangenheit Ermittlungsakten zum Fall Maihack manipuliert hat, wofür es einige Hinweise gibt. Sie zieht ihre Hospitantin Anna Feil ins Vertrauen und gemeinsam recherchieren sie in Hemrichs Vergangenheit. Sie finden heraus, dass er mit dem jetzigen Bausenator Karsten Scholz und Ridvan Ansari in einer Jugendruderermannschaft und gut befreundet war. Kermal hatte 2014 durch Fürsprache des Bausenators ein Gelände erworben, auf dem einen Tag später Gregor Maihack erschossen wurde. Von Ridvan Ansari ist bekannt, dass er sich ein Drogenkartell aufgebaut hatte und angeblich 1999 im Libanon erschossen wurde. Doch als Rubin und Feil Fotos vergleichen, finden sie heraus, dass Ansari nicht tot ist, sondern sich eine neue Identität zugelegt hat. Er tritt heute als Ahmed Kermal auf und alle Großprojekte, die er als angeblicher Bauunternehmer durchführt, dienen dem einzigen Zweck, Drogengelder zu waschen.
Karow muss erkennen, dass Christine Maihack mit den Entführern unter einer Decke steckt und die angebliche Entführung nur dazu gedacht war, ihn dazu zu bringen, das Versteck des Videos preiszugeben. Als sie das Gewünschte nicht bekommen, scheint Karows Schicksal besiegelt zu sein. Christine Maihack verlässt daraufhin unbehelligt den Ort und packt ihre Sachen, weil sie telefonisch von Ridvan Ansari alias Ahmed Kermal eingeladen wurde, zu verreisen. Als ihre Halskette mit dem Amulett zu Boden fällt, entdeckt sie den Chip mit dem Video. Als sie auf diesem mitansehen muss, wie Ridvan Ansari ihren Mann kaltblütig erschießt, fasst sie den Plan, Rache zu nehmen. Zum einen verrät sie Kommissarin Rubin, wo Karow gefangen gehalten wird, sodass diese ihn befreien kann, zum anderen trifft sie sich mit Ridvan Ansari, betäubt ihn mit einem Elektroschocker und lässt ihn in seinem Swimmingpool ertrinken.
Rubin legt zum Schluss dem Staatsanwalt persönlich Handschellen an und lässt ihn abführen. Denn auf dem Video, das sie sich angesehen hatte, war auch zu sehen, wie sich die drei alten Freunde getroffen hatten und Hemrich den Mord duldete. Er hatte Gregor Maihack, der sich als V-Mann ebenfalls bei der Gruppe aufhielt, erkannt und musste befürchten, von ihm enttarnt zu werden.

## Hintergrund
Der Film wurde vom 8. Juni 2016 bis zum 8. Juli 2016 in Berlin-Schöneberg, Berlin-Kreuzberg und im Plänterwald gedreht.
Der Rabbiner, der in Dunkelfeld mitspielt, ist auch im wahren Leben Rabbiner und kommt aus Schleswig-Holstein.

## Rezeption

### Kritiken
Martina Stöcker von rp-online.de meinte: „Man muss schon ein sehr großer ‚Tatort‘-Fan sein, um den Überblick über die fortlaufende Geschichte zu behalten, wenn mehr als ein halbes Jahr zwischen den Folgen liegen. Die Rückblenden im Film helfen da nicht weiter und wirken etwas plump.“
„Wenn es ganz schlimm wird, liegt zum Glück immer irgendwo ein Nagel im Sand herum, mit dem sich die Handschellen doch noch öffnen lassen. Und wenn das mit dem Nagel nicht klappt, dann muss man eben seinem Folterknecht den Ohrring abbeißen.“ So lakonisch sah Simon Strauss von der Frankfurter Allgemeinen diese Episode, meinte aber auch: „Trotzdem bleibt man dabei und gefangen – nicht vom leidlich spektakulären Plot, sondern von den gespaltenen Persönlichkeiten der beiden Hauptfiguren.“ „Obwohl das Drehbuch (Stefan Kolditz) kein Zusammenspiel zwischen den beiden vorgesehen hat, gelingt ihnen am Ende doch der Anflug einer Beziehung – auch wenn die sich zunächst in zwei Ohrfeigen realisiert.“

„Die Handlung ist hochtourig, aber man weiß nicht recht, wo sie hinläuft. Die Figuren sind Getriebene, aber ihrem Getriebensein fehlt die Richtung. So hetzen sie mit schwerem psychologischen und soziologischem Gepäck durch eine Stadt, die sie nicht mehr verstehen. Da hat das Drehbuch […] ihnen einfach zu viel aufgeladen, und die Regie […] kommt ihnen inszenatorisch kaum zu Hilfe, um die Masse an Infos durch diesen Gewaltparcours zu wuchten.“

### Einschaltquote
Die Erstausstrahlung von Dunkelfeld am 11. Dezember 2016 wurde in Deutschland von 8,36 Millionen Zuschauern gesehen und erreichte einen Marktanteil von 23,7  Prozent für Das Erste.